# Мениль-Аннель
Мени́ль-Анне́ль (фр. Ménil-Annelles) — коммуна во Франции, находится в регионе Шампань — Арденны. Департамент коммуны — Арденны. Входит в состав кантона Жюнивиль. Округ коммуны — Ретель.
Код INSEE коммуны — 08286.
Покровителем Мениль-Аннеля считается Святой Рох.
Коммуна расположена приблизительно в 170 км к северо-востоку от Парижа, в 55 км севернее Шалон-ан-Шампани, в 45 км к юго-западу от Шарлевиль-Мезьера.

## Население
Население коммуны на 2008 год составляло 94 человека.
| 1962 | 1968 | 1975 | 1982 | 1990 | 1999 | 2008 |
| ---- | ---- | ---- | ---- | ---- | ---- | ---- |
| 133  | 161  | 135  | 120  | 113  | 119  | 94   |

## Экономика
В 2007 году среди 56 человек в трудоспособном возрасте (15—64 лет) 41 были экономически активными, 15 — неактивными (показатель активности — 73,2 %, в 1999 году было 61,2 %). Из 41 активных работали 39 человек (22 мужчины и 17 женщин), безработными были 2 женщины. Среди 15 неактивных 7 человек были учениками или студентами, 5 — пенсионерами, 3 были неактивными по другим причинам.

## Фотогалерея

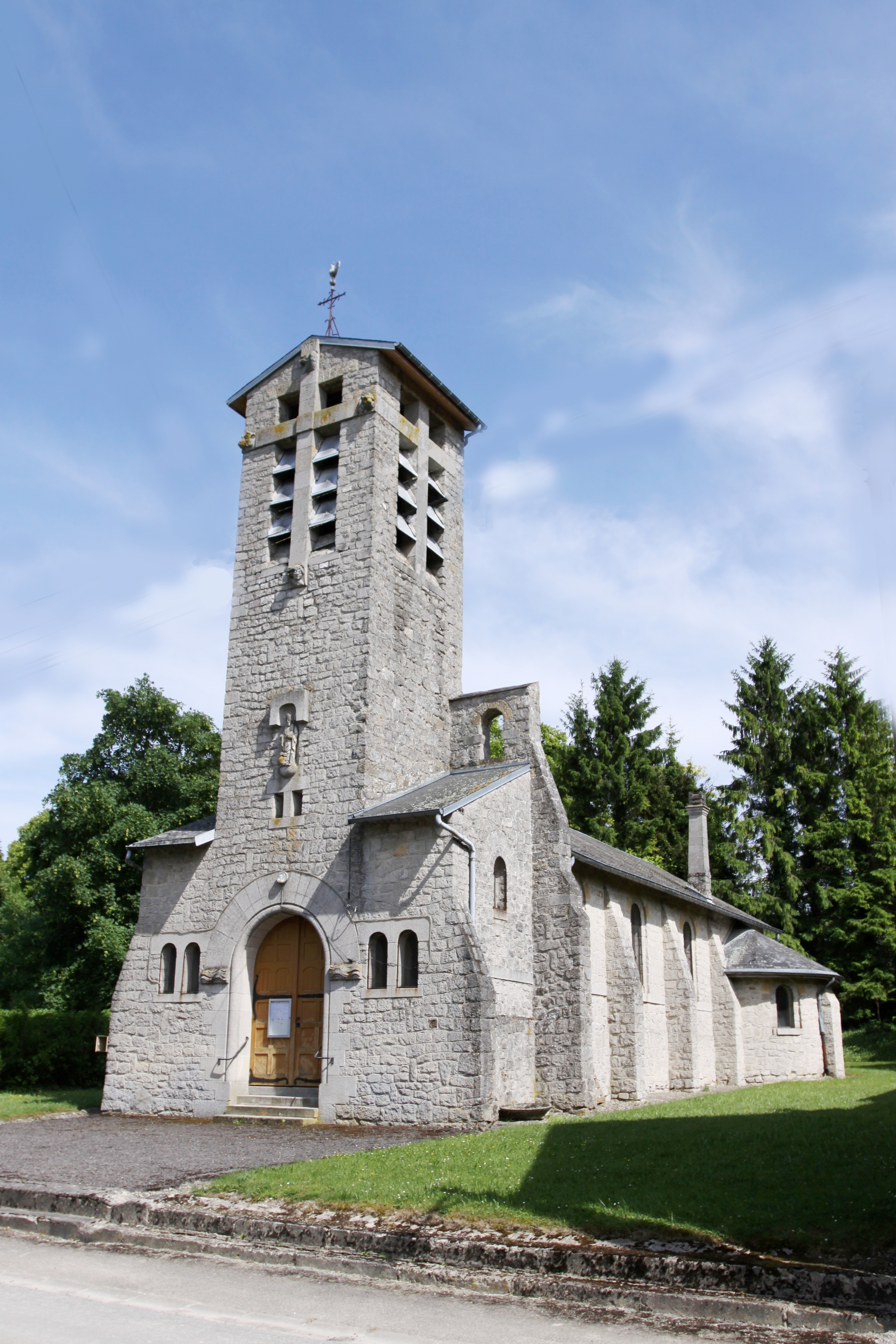
Церковь Св. Николая
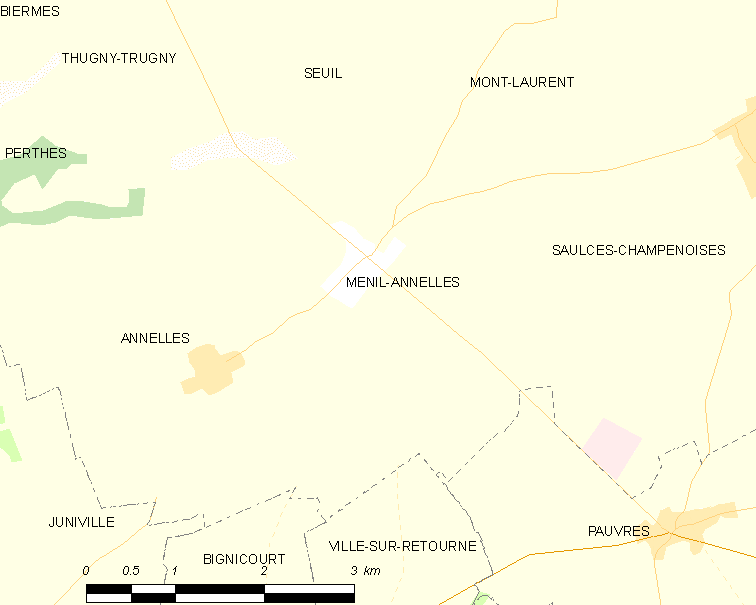
Карта коммуны